# Staurastrum gmelliparum
Staurastrum gmelliparum là một loài Song tinh tảo trong họ Desmidiaceae, thuộc chi Staurastrum.